# Jan-Pieter Suremont
Pieter ou Pierre-Jean ou Pierre-Hans ou Jan-Pieter Suremont est un compositeur et musicologue flamand,, ayant des « qualités esthétiques indéniablement présentes », né le 29 janvier 1762 à Anvers où il est mort le 8 mars 1831.

## Vie et œuvres
Le 6 août 1785, Suremont se marie avec Maria Josepha van Vlasselaer.
Pour les funérailles de son ami J. E. Pauwels, il compose la Missa funerale (la Messe funéraire), exécutée à son enterrement en 1804. 
Il compose quatre messes pour orchestre : en 1805, en 1807, en 1809 et en 1819.  
Au concours musical ouvert par la Société des beaux-arts et de littérature de Gand en 1816, Suremont obtient, en partage avec Pieter Verheyen, le prix pour la cantate La Bataille de Waterloo.
En 1817, l'Institut royal néerlandais organise un concours de composition pour une cantate néerlandaise pour chœur et orchestre ayant comme titre De Toonkunst (La Musique), auquel réagissent finalement dix participants : à part Suremont aussi Guillaume Kennis, Jan Baptist d'Hollander et Jan Janssens.  Leurs compositions musicales comptent parmi les exemples les plus précoces en Flandre au XIXe siècle d'œuvres vocales néerlandaises d'une certaine envergure.  À part cette cantate néerlandaise, Suremont crée aussi la cantate Nederlandsch Zegepraal (Triomphe des Pays-Bas).
Le 26 juin 1820, la Société royale des beaux-arts (Koninklijke Maatschappij van Schoone Kunsten) lui envoya le brevet de membre étranger de la quatrième classe de cette institution,.
En outre, il est chargé de la supervision de la restauration de l'orgue de l'église Notre-Dame d'Anvers (qui s'effectue entre 1822 et 1829).  Une correspondance intéressante entre Suremont et le facteur d'orgues et restaurateur Pieter Jan de Volder a d'ailleurs été retrouvée par le Centre d'études de la musique flamande (Studiecentrum voor Vlaamse Muziek) à Anvers.
Suremont compose un opéra en trois actes, Les Trois Cousines, dont la première représentation a lieu à Anvers en 1824.
Ce compositeur était, initialement, le seul à avoir envoyé une dissertation en réponse au concours organisé en 1824, à la demande du professeur C.A. den Tex et de J. de Vos Wz., par la quatrième classe de l'Institut royal néerlandais des sciences, des lettres et des beaux-arts (Koninklijk Nederlandsch Instituut van Wetenschappen, Letterkunde en Schoone Kunsten), dont il était d'ailleurs membre, avec le but de vérifier quelles étaient les mérites des Néerlandais, principalement aux XIVe, XVe et XVIe siècles, en matière de musique, et dans quelle mesure les artistes néerlandais de cette époque s'étant rendus en Italie avaient pu avoir une influence sur les écoles de musique qui s'étaient formées peu après en Italie.  L'étude de Suremont est toutefois refusée. 
Après deux ans, le concours est relancé, et cette fois-ci les organisateurs reçoivent deux dissertations : l'une est de l'Autrichien Raphael Georg Kiesewetter et l'autre du Néerlandais François-Joseph Fétis.  Leurs envois seront couronnés en 1828, respectivement d'une médaille d'or et d'une médaille d'argent ; c'est également en 1828, à Anvers, que la veuve J.S. Schoesetters publie l’Opuscule apologétique sur les mérites des célèbres musiciens belges inventeurs et régénérateurs de la musique aux 14e, 15e et 16e siècles, fruit de l'activité musicologique de Suremont, qui contribue ainsi aux premiers débuts de l'étude musicologique de l'école polyphonique franco-flamande ou néerlandaise.  Les dissertations de Kiesewetter en Fétis ne seront publiées que l'année suivante.
Lorsque Guillaume-Jacques-Joseph Kennis décide de ne faire exécuter aucune œuvre d'un compositeur des Pays-Bas dans l'église Notre-Dame d'Anvers, dont il est le maître de chant, Suremont, comme Jean-Henri  Simon, fait remettre ses compositions au nom de Peter von Winter et de Domenico Cimarosa ; sous ces pseudonymes, elles sont favorablement accueillies. 